# Daniel Ferrer i Isern
Daniel Ferrer i Isern (Figueres, 1979) és un filòleg, escriptor i lingüista català.
És fill de Maria Isern Planas i Rafel Ferrer Cornellà. És el gran de dos germans: Daniel i Meritxell. Es va casar amb la matemàtica Nadina Palafoix i Casademont, amb la qual va tenir una filla, Helena. Va cursar l'ensenyament primari i secundari a la seva ciutat natal, Figueres, i estudià Filologia Catalana (1997-2001) a la Universitat de Girona, on va destacar ben aviat per les seves qualificacions acadèmiques i per l'aprenentatge autodidacte del Grec i Llatí clàssics.

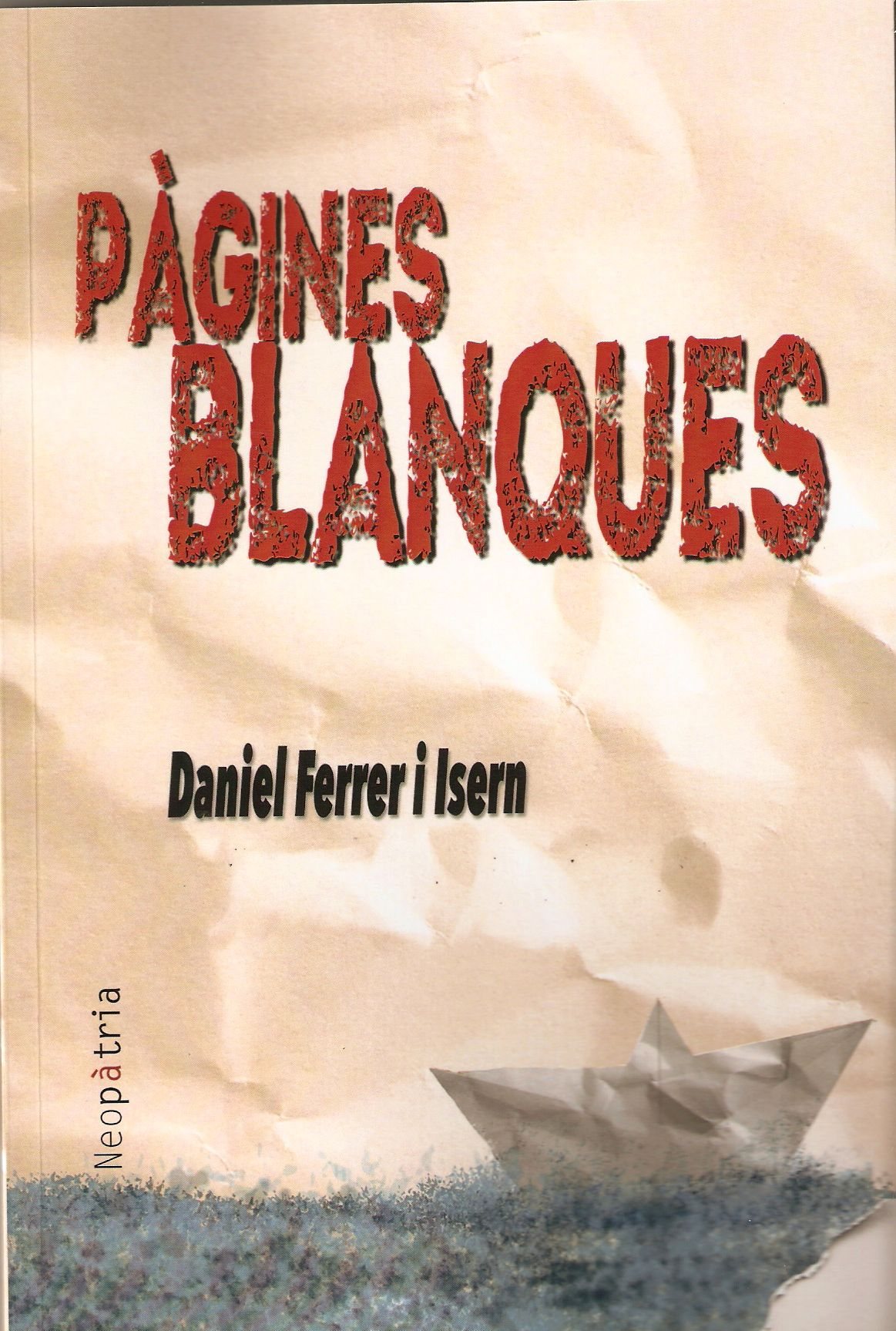

Paral·lelament a la feina de docent, va publicar el recull de diàlegs i epístoles La terra de Lavínia (2010), el poemari Esperances (2010) i el recull Pàgines blanques (2015), on pretén mostrar a través de narracions breus un itinerari vital des d'abans del naixement fins moments més tard de la mort.
A partir de 2011 ha estat col·laborant amb l'obra lexicogràfica del professor de llengües semítiques Joan Ferrer i Costa, com a coautor del Diccionari Hebreu bíblic-català Arameu bíblic-català, auspiciat per l'Associació Bíblica de Catalunya, així com en altres obres i estudis filològics del text bíblic hebreu i arameu. Així mateix, ha divulgat la Bíblia per a infants, a través de llibres com Jesús, a casa, a sopar! (Claret-Centre de Pastoral Litúrgica), amb la col·laboració de la il·lustradora Laura Puquet i Roig, i Samuel, escolta, que una veu et crida!